# スペイン王位継承順位

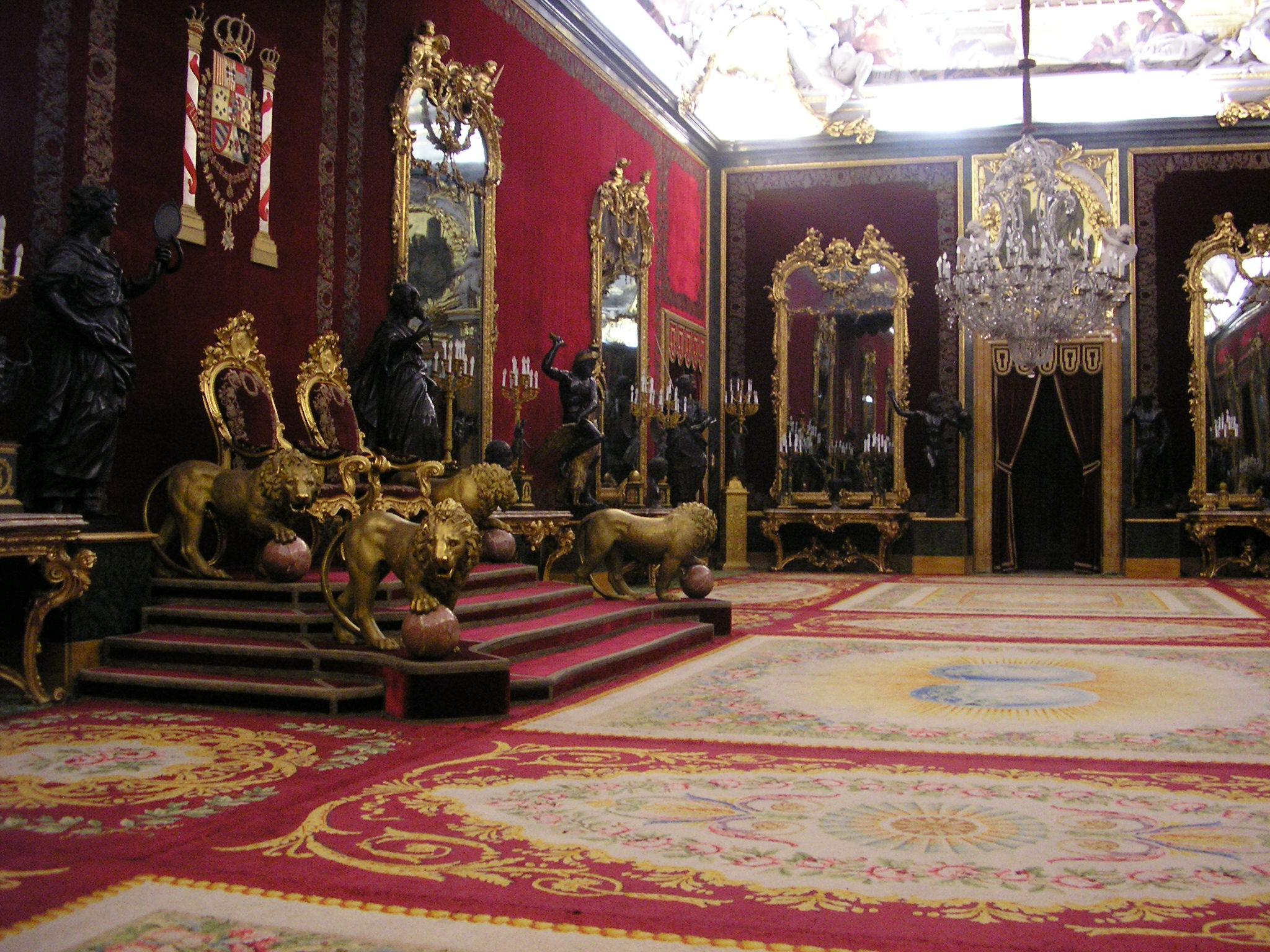
マドリード王宮の玉座

スペインの王位継承順位は、フランシスコ・フランコの遺言により即位したフアン・カルロス1世の「後継者」について、長子相続の原則に従い、男子を優先して決定される。
国王と国会の双方による明示的禁止に反して婚姻をした王位継承資格者、およびその子孫は、王位継承資格を喪失する。国王のみ、または国会のみによる婚姻禁止の表明は、王位継承にいかなる影響も与えない。

## 王位継承順位
- フアン・カルロス1世（1938年生）
  -  フェリペ6世（1968年生）
    - (1) アストゥリアス女公レオノール王女（2005年生）
    - (2) ソフィア王女（2007年生）

  - (3) ルーゴ女公爵エレナ王女（1963年生）
    - (4) フェリペ・フアン・デ・マリチャラル・イ・ボルボン（スペイン語版）（1998年生）
    - (5) ビクトリア・フェデリカ・デ・マリチャラル・イ・ボルボン（スペイン語版）（2000年生）

  - (6) クリスティーナ王女（1965年生）
    - (7) フアン・バレンティン・ウルダンガリン・イ・ボルボン（スペイン語版）（1999年生）
    - (8) パブロ・ニコラス・ウルダンガリン・イ・ボルボン（スペイン語版）（2000年生）
    - (9) ミゲル・ウルダンガリン・イ・ボルボン（スペイン語版）（2002年生）
    - (10) イレーネ・ウルダンガリン・イ・ボルボン（スペイン語版）（2005年生）

## 王位継承の不確実性

スペイン1978年憲法第57条第1項では、「スペイン国王は、歴史的王朝の正当な継承者であるブルボン家のドン・フアン・カルロス1世陛下の後継者が、これを世襲する」と規定している。現在まで、この規定における「後継者」が「子孫」と同義であるかどうか、そうではない場合、王位継承資格者にフアン・カルロスの子孫以外の人物が含まれるかどうかは明確にされていない。
フアン・カルロスの2人の姉妹、バダホス女公爵ピラール王女とソリア女公爵マルガリータ王女は王位継承権を放棄したが、この放棄は1978年憲法の採択前に行われた。それより前の世代の権利は、王位継承権の放棄や、王位継承権に関係するかも知れない未承認の婚姻によって同様に曖昧である。
憲法第57条第5項では、「退位、譲位及び王位継承に関する、事実上又は法律上の疑義については、組織法により、これを解決する」と規定している。また、同条第3項では、「法律で定める全ての家系が消滅したときは、スペインの利益に最も合致する方法で、国会が王位継承者を任命する」と規定している。
組織法により王族の他の構成員の権利が明示されるまで、誰が、どのようなときに王位継承資格を有する「後継者」となるのかは不明確である。

### 考え得る解釈
- スペイン下院は、疑念が生じたときに継承者を明らかにする憲法上の責任を負う[4]。「後継者」という言葉が「子孫」を意味すると見なされた場合、王位継承順位はイレーネ・ウルダンガリン・イ・ボルボン（クリスティーナ王女の末子）で終了する。
- 「後継者」が「子孫」と同義ではないと見なされた場合
  - フアン・カルロスの姉妹が行った王位継承権の放棄が有効でない場合[4]、イレーネ・ウルダンガリン・イ・ボルボンの後にピラール王女・マルガリータ王女とそれぞれの子孫が続く。
  - フアン・カルロスの姉妹が行った王位継承権の放棄が有効である場合、イレーネ・ウルダンガリン・イ・ボルボンの後にカラブリア公カルロス王子（フアン・カルロスの母方の従弟）の相続人が続く。

## 絶対長子相続制の導入の計画
2004年の総選挙で勝利したスペイン社会労働党(PSOE)は、性別に関係なく長子を優先する絶対長子相続制の導入を選挙公約に掲げており、野党第一党となった国民党もそれを支持した。当初は、改正後に生まれた王族にのみ適用されるものと考えられていた。しかし、主要な政党全てが、男子優先制は憲法で確立された男女平等の原則と矛盾しているという合意に達したため、王太子妃（当時）レティシアが男子を出産してレオノール王女の王位継承順位が下がることになる前に、法律を変更することとなった。その後2006年にレティシアの女子（ソフィア王女）の懐妊が発表され、法改正の緊急性がなくなった。